# Jorge da Silva
Jorge Orosmán da Silva Echeverrito (Montevidéu, 11 de dezembro de 1961) é um treinador e ex-futebolista uruguaio que atuava como atacante. Atualmente está sem clube.
Ele é irmão mais velho do também ex-atacante e atual técnico Rubén da Silva.

## Títulos

### Como jogador
Real Valladolid
- Copa da Liga Espanhola: 1983–84

Atlético de Madrid
- Supercopa da Espanha: 1985

River Plate
- Copa Interamericana: 1987

América de Cáli
- Campeonato Colombiano: 1990 e 1992

### Como treinador
Defensor Sporting
- Campeonato Uruguaio: 2007–08

Peñarol
- Campeonato Uruguaio: 2012–13, 2015–16

Al-Nassr
- Campeonato Saudita: 2014–15

## Premiações

### Como jogador
Real Valladolid
- Pichichi: 1983–84 – 17 gols (ao lado de Juanito)